# 슈테판 그로스만

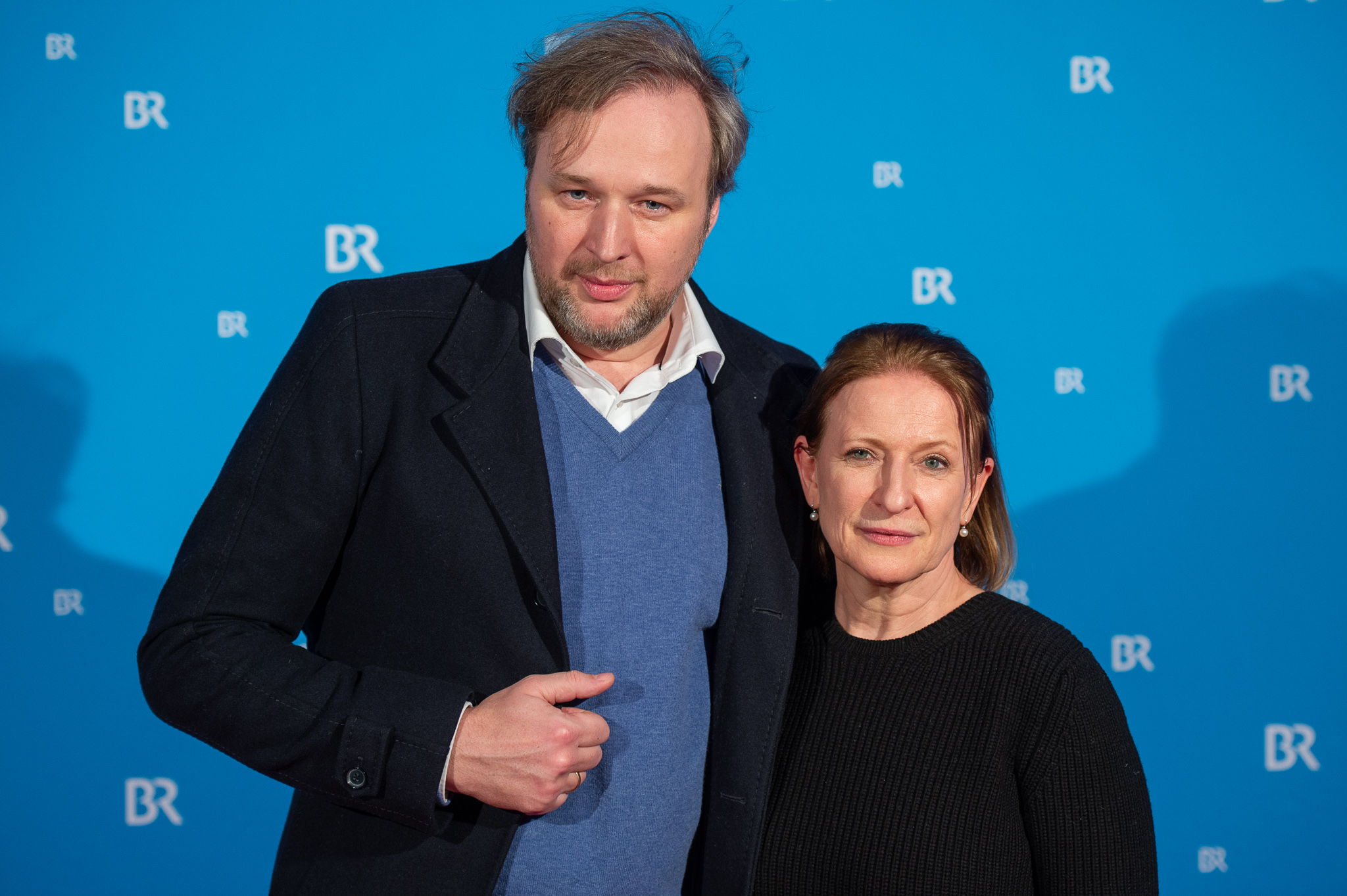

슈테판 그로스만(독일어: Stephan Grossmann, 1971년 9월 2일 ~ )은 독일의 배우이다.
드레스덴에서 태어났다.

## 영화
- 엘라스 베이비 (2017년)
- 라스트 캅 스탠딩 - 더 윗니스 (2017년)
- 캐스팅 (2017년)
- 인 타임스 오브 페이딩 라이트 (2017년)
- 생츄어리 (2015년)
- 미스 식스티 (2014년)
- 아무르 포 (2014년)
- 인터뷰 (2011년)
- 어보브 어스 온리 스카이 (2011년)